# Le Lais
Le Lais je původní název francouzské básnické skladby, jejímž autorem je François Villon. Dochovala se v pěti rukopisech z konce 15. století pod různými názvy (většinou jako „Závěť (Villon)“ – sám autor byl ovšem proti tomuto názvu). Pojmenování Malá závěť nebo Malý Testament se v češtině používá proto, že pod tímto názvem byla Villonova prvotina chybně přeložena do češtiny a název se již vžil. Tato básnická skladba obsahuje 40 osmiveršových slok, čili 320 veršů. Vznikla jako dílo jeho „ztřeštěného mládí“ v zimě roku 1456, pravděpodobně krátce před vyloupením teologické fakulty, na němž se Villon podílel.
Dílo představuje satirické rozloučení se světem. Autor zde vyjadřuje komická přání a odkazy přátelům a nepřátelům.